# Färgblandningsprinciper
Det finns två färgblandningsprinciper, additiv och subtraktiv färgblandning, för att åstadkomma olika färger (kulörer) utifrån ett begränsat antal primärfärger, vanligen tre.

## Additiv färgblandning
Vid additiv färgblandning blandas ljusstrålning med olika färg. Ett exempel på detta är RGB-systemet för bildskärmar.

## Subtraktiv färgblandning
Vid subtraktiv färgblandning förändras ljusstrålningens kvantitet och våglängdssammansättning genom att vissa våglängder absorberas. Ett exempel på detta är målarens blandning av pigment för att få önskad kulör. 